# ドミトリー・カバレフスキー
ドミトリー・ボリソヴィチ・カバレフスキー（ロシア語: Дми́трий Бори́сович Кабале́вский, 英語: Dmitri Borisovich Kabalevsky）（1904年12月30日 - 1987年2月14日）は、ロシアの作曲家・ピアニスト・著述家。子供向けに優れた作品を残した現代の作曲家の一人と看做されている。ソビエト作曲家同盟をモスクワに創設するのに尽力するなど、ソビエト連邦公認の芸術家として、作曲界で権勢をほしいままにした。

## 生涯

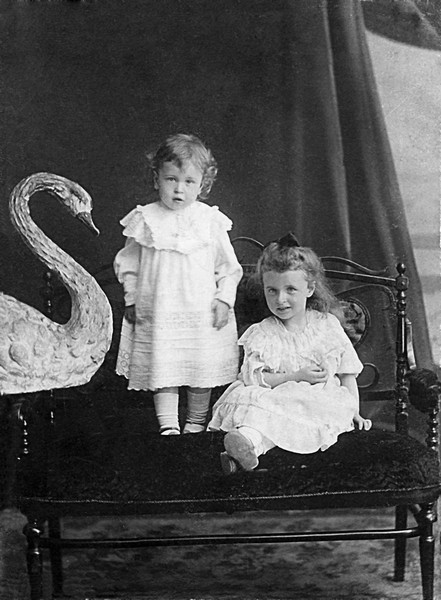
1906年、エレナと共に

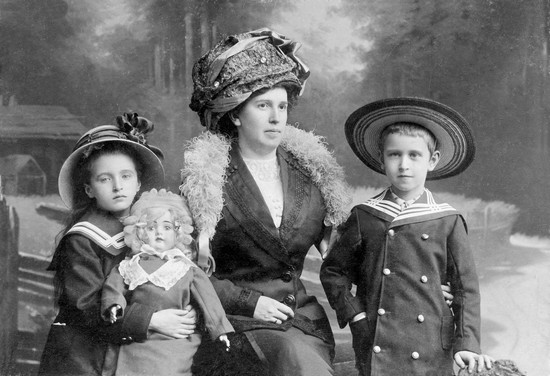
1911年、母ナデジダとエレナと共に

サンクトペテルブルクの数学者の家庭に生まれる。父親から数学に進むように激励されたが、早くから芸術に魅了されていて、詩や絵画を創るかたわら優秀なピアニストに成長し、後にサイレント映画の伴奏演奏家を務めるほどだった。1925年に父親の意に背いてモスクワ音楽院に進み、ニコライ・ミャスコフスキーに作曲を、アレクサンドル・ゴリジェンヴェイゼルにピアノを師事。同年、学生作曲家創造集団（Prokoll）に入会。
第二次世界大戦中は、多くの愛国的な歌曲を創り、1940年にはソ連共産党にも入党した。戦時中に運営された『ソビエト音楽（Sovetskaya Muzyka）』誌の編集者も務めている。また、サイレント映画のための演奏者を務める傍ら、劇場音楽にも手を染めている。
1948年にアンドレイ・ジダーノフがソビエト音楽のとるべき進路についての決定を宣言する際、当初カバレフスキーは、形式主義者の一人として名が挙がっていたにもかかわらず、当局とのコネのおかげで自分の名前を消してもらうことが出来た。一説によると、カバレフスキーはソビエト連邦作曲家同盟の指導的地位にあったがために、要注意人物とされたにすぎないという。
概してカバレフスキーは、和声法に関しては同時代人ほど冒険的でなく、より伝統的な全音階を好み、長短音階の交替や半音階技法を織り交ぜるにとどまった。セルゲイ・プロコフィエフとは違って「社会主義リアリズム」の擁護者であり、戦後の作風は「大衆的で平易で大当たりを取った」とは言われがちだが、このような評価は当時のソ連のどの作曲家にも当てはまる。また、戦後のカバレフスキーの代表作は、青少年向け・児童向けであることが多い（《ヴァイオリン協奏曲》、《チェロ協奏曲 第1番》など）。カバレフスキー作品のうち、日本において最も知名度の高い《道化師》は、その「ギャロップ（道化師のギャロップ）」がしばしば小学校の運動会のBGMに利用されてきた。
カバレフスキーはまた、子供の演奏技術と大人の審美眼との埋め合わせを特に狙った作品を書いただけでなく、存命中は、25のソ連の学校で音楽教育の実験的カリキュラムを設定した。カバレフスキー自身も暫く7歳児学級を担当し、注意深く聴き取ることや自分の印象をどのように言葉にするかを指導した。カバレフスキーの音楽教育に関する著作は、1988年にアメリカ合衆国でも出版された。
門人に、アメリカ人作曲家のレオ・スミットがいる。
音楽活動に対してソ連から受けた名誉は数多く、少なくともスターリン賞を2度受賞している。音楽教育界のかなりの実力者となり、1962年には音楽芸術教育の委員長に、1969年にはソ連邦教育科学アカデミーの芸術教育部門科学委員会の会長に、それぞれ選任されている。また、音楽教育国際協会の名誉会長職も受けている。カバレフスキーは頻繁に外国を訪問し、ソ連平和擁護委員会の会員や、また、ソ連国際友好推進委員の代表も務めた。
カバレフスキーはすべての音楽ジャンルに作品を残している。作品はみな、ソ連のリアリズム路線に忠実で、通俗的である。ロシアでは、カバレフスキーは歌曲やカンタータ、歌劇の作曲家として名高いのに対して、国外では管弦楽曲で知られている。
1987年にモスクワにて他界。

## 作品
- ヴァイオリン協奏曲 ハ長調 Op.48（1948年）
- チェロ協奏曲第1番 ト短調 Op.49（1949年）
- チェロ協奏曲第2番 ハ短調 Op.77（1964年）
- リムスキー＝コルサコフの主題による24の小前奏曲 Op.38（1924年）
- 4曲のピアノ協奏曲
  - 第1番 イ短調 Op.9（1929年）
  - 第2番 ト短調 Op.23（1936年）
  - 第3番 ニ長調 Op.50 （1952年）[8]
  - 第4番「プラハ」 Op.99（1975年）
- 歌曲｢学生時代｣の主題による狂詩曲 Op.75（1963年）
- 4曲の交響曲
  - 第1番 嬰ハ短調（1932年）
  - 第2番ハ短調（1934年）
  - 第3番 変ロ短調｢レクイエム｣（1933年）
    - レーニン追悼のレクイエムとして知られている。

  - 第4番 嬰ハ短調（1956年）
- 歌劇「コラ・ブルニョン」 Op.24（1938年）
- 歌劇「砲火の中で」 Op.37（1942年）
- 歌劇「タラスの一家」 Op.47（1944年）
- 歌劇「ニキータ･ヴェルシーニン」 Op.53（1954年）
- 歌劇 「姉妹」Op.83　（1968年）
- 組曲「道化師」 Op.26（1939年）
  - 第2曲「ギャロップ（道化師のギャロップ）」は、日本の運動会でよく使われる楽曲として非常に有名。
- 組曲「ロメオとジュリエット」 Op.56
- バレエ「黄金の耳」 Op.28 （1939年）
- ジャズオーケストラのための組曲 Op.29（1940年）
- 交響詩「春」 Op.65（1960年）
- 悲愴序曲（1960年）
- 闘争の詩 Op.72（1930年）
- カンタータ「偉大な祖国」 Op.35（1942年）
- 民族の復讐者 Op.36（1942年）
- カンタータ「明日の歌　春と平和」 Op.57（1957年）
- カンタータ「レーニン主義者」 Op.63（1959年）
- レクイエム－ファシズムとの闘いに倒れた人々への追悼 Op.72（1962年）
- カンタータ「祖国」 Op.82（1965年）
- オラトリオ「30世紀への手紙」Op.93（1972年）
- 2曲の弦楽四重奏曲
  - 第1番イ短調 Op.8 (1928)
  - 第2番ト短調 Op.44 (1945)
- 4つの前奏曲　op.5（1927年）
- 24の前奏曲 op.38（1943年）
- 30の子供のためのピアノ小曲集 Op.27
- 3曲のピアノ・ソナタ
  - 第1番 ヘ長調 Op.6
  - 第2番 変ホ長調 Op.45
  - 第3番 ヘ長調 Op.46
- 2つのソナチネ Op.13
  - 「第1番 ハ長調 Op.13-1」は特に有名。
- やさしい変奏曲 op.40（1944年）
- やさしい変奏曲 op.51（1952年）
- 民謡の主題による変奏曲 op.87（1967年）
- 叙情的な歌　op.91（1971）
- 4つの小品 op.14（1931年）
- ロンド イ短調 op.59（1958年）
- 4つのロンド op.60（1958）
- 6つの前奏曲とフーガ op.61 （1958）
- 春の戯れと踊り　op.81（1965）
- レチタティーヴォとロンド　op.84（1967）
- 子供の夢 op.88（1971）
- 35の子供のためのやさしい小品 op.89（1972）

## 著作
- 『三頭のくじらと音楽の話』（小林久枝訳、全音楽譜出版社／1981）
- 『子どもの心をひらく――カバレフスキーの音楽教育論』（坪能由紀子訳、音楽之友社／1989）
- 『カバレーフスキイ・こどもに音楽を語る』（小林久枝訳、全音楽譜出版社／1994）